# 国際連合公用語英語検定試験
国際連合公用語英語検定試験（こくさいれんごうこうようごえいごけんていしけん、英語: United Nations Associations Test of English、略称: UNATE）は、公益財団法人日本国際連合協会が主催する英語検定試験。通称「国連英検」。外務省後援。

## 概要
国際連合の公用語には英語、フランス語、中国語、ロシア語、スペイン語、アラビア語があるがその中の英語の能力を問う試験である。試験の名称に「国際連合」という単語が含まれているが、主催者は国際連合でなく、日本国際連合協会が主催する日本でのみ行われている試験である。なお、日本国際連合協会は、国際連合のA級諮問民間団体である国連協会世界連盟のメンバーであり、国連本部より国連旗を受けている。
年2回開催。特A級、A級からE級までの6段階があり、2つの隣接する級との同時受験が可能。C級からE級まではマーク式の一次試験のみ。B級はマーク式と英作文の一次試験のみ。特A級とA級はマーク式と英作文の一次試験に合格後、二次試験で母語話者との面接がある（2005年まではB級も面接があった）。
礼儀正しさ、社会常識、世界で起きていることへの関心、更に自分のもつ英語力をどのような分野で生かすのかといった将来への希望など、幅広い話題に対する的確な対応が求められる。また、試験内容に時事問題が含まれているのが大きな特徴。他の試験とは異なり、一般教養も試験の内容に含まれていると言ってもよい。
英語に関する検定試験としてはほかに実用英語技能検定（通称：英検）などがあるが、国際連合公用語英語検定試験の特色として国際連合に関する知識や国際政治に関する知識も要求される所にある。特にB級以上の受験者は『新わかりやすい国連の活動と世界』（国連協会著）を必ず読んでおく必要がある。
日本国際連合協会では他に児童向けの国連英検ジュニア・テストを行っている。おおむね動物、色、花など英語の語彙を学び始めて1年目の受験をEコースと想定し、1つ上のコースを受ける目安として1年ずつ修学歴を加算。語彙の対象は生活関連から学校生活、興味へと広げ、最上級のAコースでは社会において日常の場面で用いる英語力を問うとして、中学で習う中レベルの単語1200を出題範囲に含めている。試験は英語を聴き解答用紙のイラストから正解を選ばせる方式 (プレAコース以上は英文選択肢から選ぶ聴解問題とAコースはさらに英文の読解問題) を採り、Eコース25問 (30分) からAコース80問 (50分) を出題する。

## 合格者の特典
- 2007年度より、国際公務員の一種であるアソシエート・エキスパート（外務省を通じて派遣される2年契約の職員）の選考試験として、特A級が使われる事になった[3]。
- 特A級およびA級は予備自衛官補（技能公募）の任用資格である[4][注釈 3]。

- C級以上の合格者は警視庁の警察官採用試験の第1次試験の成績の一部に利用される[6]。
- C級以上の合格者は、大学や大学院などの合格判定で優先されたり[注釈 4]、内申点に加算される優遇措置の他[注釈 5]、入学後に英語科目の単位として認定されることがある。
- C級以上の合格者は高等学校卒業程度認定試験の英語科目が免除される。

## 参考資料
- 武藤克彦、伊藤泰司、高橋信道 著、日本国際連合協会 編『国連英検特A級・A級対策』三修社、2011年。ISBN 9784384056563。2019年1月25日閲覧。
- “国連英検：試験概要”.   日本国際連合協会. 2018年1月21日閲覧。
- “採用情報 > 資格経歴等の評定(警察官) 平成29年度”.   警視庁. 2018年1月21日閲覧。
- “国連英検ジュニアテストとは？”.   日本国際連合協会. 2019年1月25日閲覧。
- “平成30年度 予備自衛官補募集要項 (技能公募)” (pdf).   防衛省. pp. 1-2. 2019年1月25日閲覧。
- “2019年度入試 英語外部試験利用入試を実施する主要私立大学一覧” (pdf). 2019年1月25日閲覧。
- “3．知識及び技能に関する審査(技能審査)の合格による免除要件” (pdf).   文部科学省. 2019年1月25日閲覧。
- “国連英検 国際連合公用語英語検定試験 大学 AO入試制度あり”. ベスト進学ネット. 2019年1月25日閲覧。